# Vernantes
Vernantes è un comune francese di 1 985 abitanti situato nel dipartimento del Maine e Loira nella regione dei Paesi della Loira. Degna di nota l'Abbazia di Louroux.

## Società

### Evoluzione demografica
Abitanti censiti